# Paul Vienney
Paul Vienney (Alboussière, 7 janvier 1902 - Paris 7e, 16 septembre 1966) est un avocat français, résistant et militant communiste.

## Biographie
Né en 1902 à Alboussière, en Ardèche, fils de pasteur, Vienney grandit en Algérie. Il adhère à la SFIO en 1918, à l’âge de 16 ans, et se rapproche des idées anticoloniales. Il fait des études de droit à la faculté d’Alger. Ayant commencé à sympathiser avec la théorie marxiste, il se prononce pour d’adhésion à la Troisième Internationale et collabore aux journaux socialistes puis communistes d’Alger. Devenu avocat, il fait son service militaire dans les tirailleurs algériens, mais il est écarté des élèves-officiers en raison de ses opinions révolutionnaires.
Inscrit au barreau de Paris en 1924, il devient l’avocat du journal communiste L'Humanité. Au cours de sa carrière, il défendra plusieurs militants communistes, comme Lucien Sampaix, André Aliker, son confrère réunionnais Paul Vergès ou encore le marin Henri Martin. Pendant les années 1930, il milite contre le fascisme et publie en 1935 un appel en faveur de l’ex-président du KPD, Ernst Thälmann après son arrestation par les nazis.
Pendant la Seconde Guerre mondiale, il entre dans la Résistance au sein du Front national des juristes de la zone sud qui regroupe des magistrats et avocats résistants, où il joue un rôle important aux côtés de Pierre Seghers. Il sera d’ailleurs décoré de la médaille de la Résistance. En 1944, il publie clandestinement, sous le pseudonyme de Maître Marc Perrier, La Véritable saison des juges, dirigé contre le collaborateur Anatole de Monzie.
Redevenu avocat en 1945, il reste proche des journaux communistes comme L'Humanité, La Vie Ouvrière, France Nouvelle et Les Lettres françaises. Il soutient aussi les indépendantistes algériens. Il reste membre du Parti communiste français (PCF) jusqu’à sa mort en 1966.

## Ouvrages
- Armes légales de l'ouvrier : Paris : Bureau d'éditions, 1932.
- La Mort d'Abel Roger : victime des bagnes d'enfants : Paris : Éditions du Secours populaire de France, 1937.
- Les Grands problèmes de la démocratie polonaise : Paris : L'Amitié franco-polonaise, 1946[5].